# 上級曹長 (階級)
上級曹長（じょうきゅうそうちょう、英語：Command Sergeant Major; CSM）とは、近代陸軍の上級下士官の階級の訳語、および2000年代に自衛隊において准尉に代わり設置が検討されていた階級。外国軍の最先任上級曹長 （陸軍および空軍）や最先任上等兵曹 （海軍）に相当する。

## 概要
自衛隊では、小部隊での行動の重要性の増加に伴い、曹クラスの規律や士気の向上を目的に、俸給表の改訂と共に、本階級の設置が検討されていた。諸外国では、最上位の下士官に対し、地位・称号として上級曹長の名称を与えているが、自衛隊では階級としての運用が考えられており、上級曹長の階級導入後は、原則熟練曹からの幹部昇任を廃止する方向で検討を進めていた。しかし、2010年（平成22年）に白紙撤回された。
自衛隊には現段階では上級曹長の階級は無いが、自衛隊の曹長は諸外国軍の上級曹長や上級上等兵曹に相当するとされる。旧陸軍にも「曹長」という階級（旧海軍には上等兵曹）があったが、自衛隊では1曹が旧陸軍曹長に相当する階級とされ、自衛隊の曹長は1曹の１つ上の階級である。
米軍の階級において、
- 空軍の Chief Master Sergeant (CMSgt)
- 陸軍の Sergeant Major (CSM)
- 海兵隊の Master Gunnery Sergeant (MGySgt) および Sergeant Major (SgtMaj)
- 海軍の Master Chief Petty Officer (MCPO)

が最先任上級曹長（海軍は最先任上等兵曹）と訳される。また、米陸軍における "Command Sergeant Major" は「部隊等最先任上級曹長」と訳される。陸上自衛隊の部隊に配置される上級曹長の略称はいずれもCSM（最先任上級曹長はCommand Sergeant Major、中隊先任上級曹長はCompany Sergeant Major）。